# 任戈白
任戈白（1916年1月—2017年10月31日），曾用名任自强，陕西兴平县人，中华人民共和国政治人物。

## 生平
1937年2月参加革命工作，1937年2月加入中国共产党，曾任陕西西府工委组织部长。1939年6月因被出卖被捕入狱，狱中坚贞不屈。1940年，经营救，到中央党校学习，后任陕西省委秘书，西府工委组织部部长、地委秘书长，宝鸡地委宣传部部长，宝鸡市委书记。中华人民共和国成立后，历任青年团新疆省委书记，乌鲁木齐市委第一书记。1980年后，担任新疆维吾尔自治区轻工局党的核心小组组长、局长，乌鲁木齐市革委会副主任，乌鲁木齐市委第二书记、书记，自治区党委常委、组织部部长，自治区人大常委会副主任。1986年8月离职休养。2017年10月31日在乌鲁木齐逝世，享年101岁。